# Апохели
Апохели (лат. - Apochela) - ряд тихоходів, що належить до класу - Справжні тихоходи. 
Цей ряд був відкритий Шустером, Нельсоном, Грігаріком та Крістенбергом в 1980 році, тоді і получив свою назву, що збереглася до тепер.
Цей ряд в своїй систематиці має тільки одну родину - Мільнесіди